# Unterstinkenbrunn
Unterstinkenbrunn osztrák község Alsó-Ausztria Mistelbachi járásában. 2021 januárjában 555 lakosa volt. 

## Elhelyezkedése

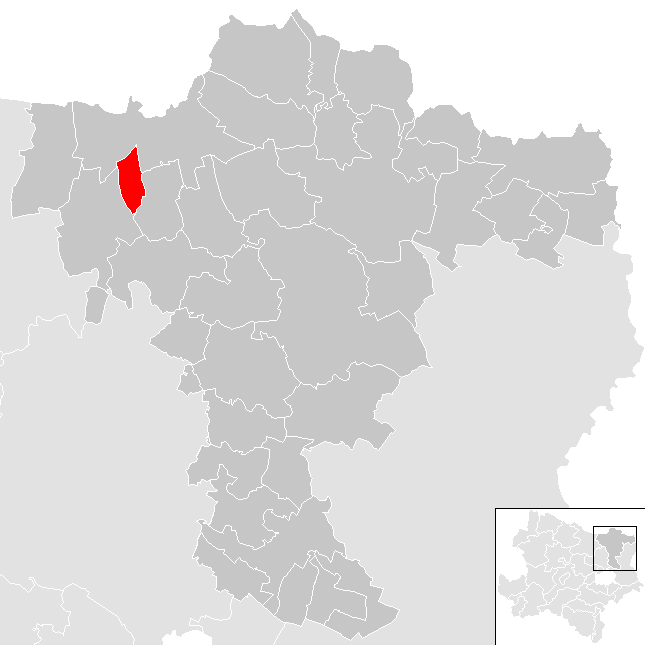
Unterstinkenbrunn a Mistelbachi járásban

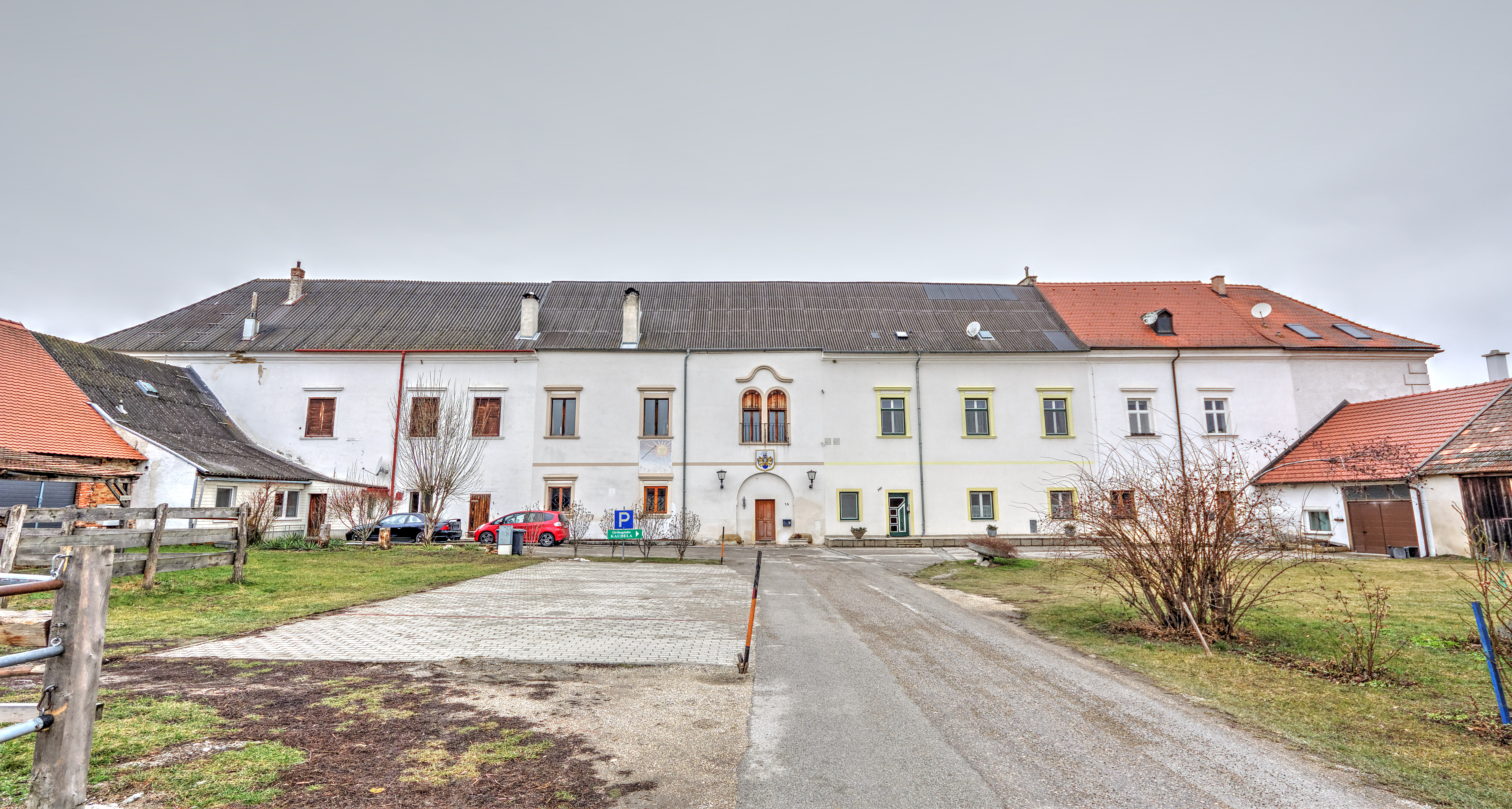
Az unterstinkenbrunni kastély

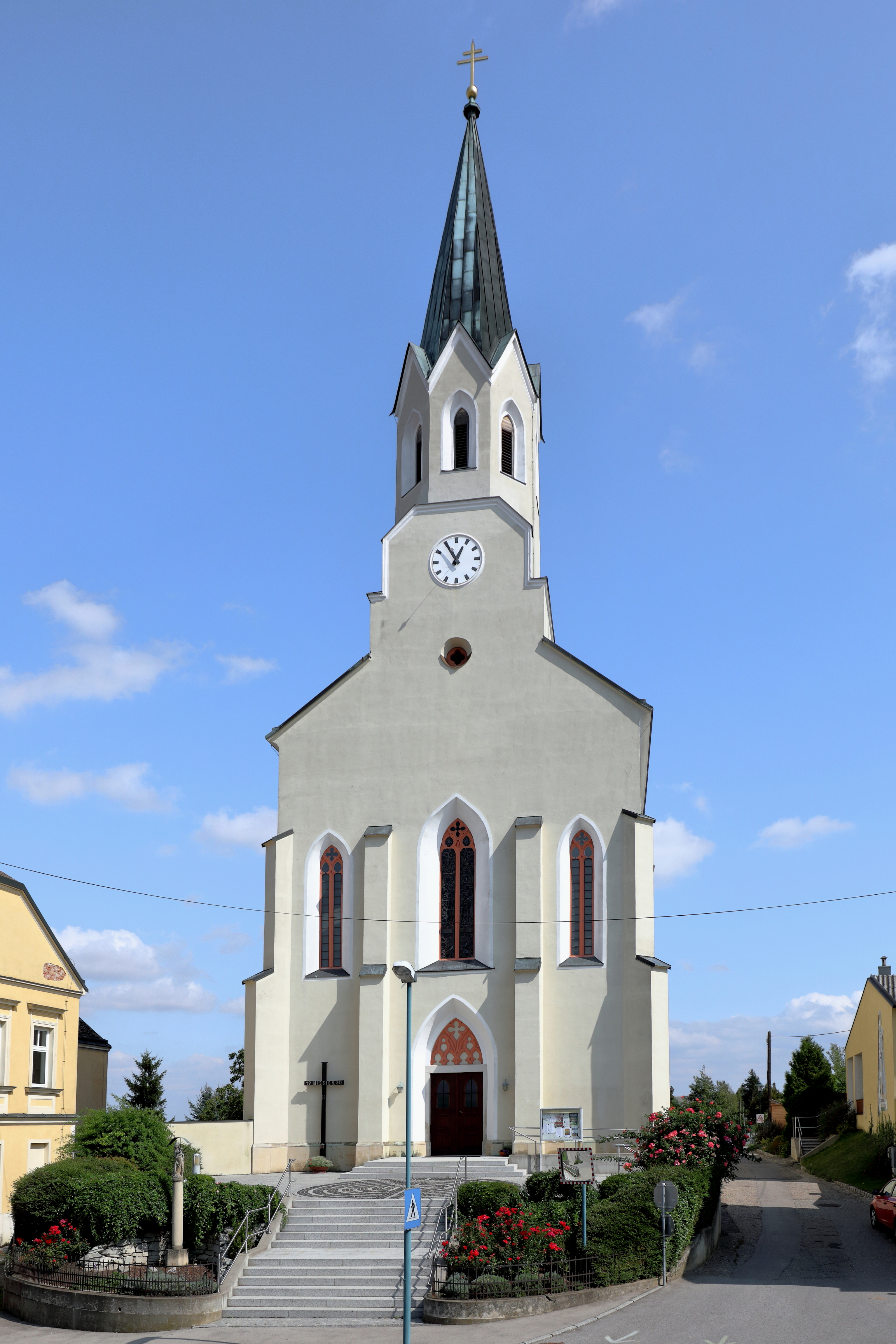
A Szt. Péter és Pál-plébániatemplom

Unterstinkenbrunn a tartomány Weinviertel régiójában fekszik a Weinvierteli-dombságon, a Gansbach patak mentén. Területének 1,4%-a erdő, 88,3% áll mezőgazdasági művelés alatt. Az önkormányzathoz egyetlen katasztrális község, illetve két településrész: Untersinkebrunn és Lehmgrube tartozik. 
A környező önkormányzatok: északra Laa an der Thaya, délkeletre Gaubitsch, délnyugatra Stronsdorf.

## Története
Unterstinkenbrunnt először 1147-ben említik, a passaui püspökség egyik adománylevelében. Várát a 14. században építhették, első ismert birtokosa Stephan von Stinkenbrunn 1340-ből. 1679-ben és 1713-ban pestis pusztított a faluban. 1822-ig a kastély és az uradalom a Sinzendorf grófoké volt; ekkor a von Reuss-Köstritz család szerezte meg, amely 1933-ig birtokolta a kastélyt (a falu 1850 után önkormányzati igazgatás alá került). 1832-ben, 1855-ben és 1866-ban kolerajárvány pusztított Unterstinkenbrunnban; 1814-ben, 1863-ban és 1866-ban tűzvészekben pusztultak el házak. 1863-ban megépült a Szt. Péternek és Pálnak szentelt templom. 1888-ban megalakult az önkéntes tűzoltóbrigád. 1905-ben a bécsi Szt. István katedrális kanonokjának közbenjárására gyermekotthon épült a faluban, amelyet 1994-ig a Szt. József-nővérek apácarend tartott fent.

## Lakosság
Az unterstinkenbrunni önkormányzat területén 2021 januárjában 555 fő élt. A lakosságszám 1934-ben érte el a csúcspontját 773 fővel, azóta csökkenő tendenciát mutat. 2018-ban az ittlakók 98,6%-a volt osztrák állampolgár; a külföldiek közül 0,4% a régi (2004 előtti), 0,9% az új EU-tagállamokból érkezett. 2001-ben a lakosok 95,5%-a római katolikusnak, 2,8% pedig felekezeten kívülinek vallotta magát. Ugyanekkor a legnagyobb nemzetiségi csoportokat a németek (97,3%) mellett a csehek és a szerbek alkották 0,7-0,7%-kal. 
A népesség változása:

| 2016 | 566 |
| 2018 | 560 |

## Látnivalók
- az unterstinkenbrunni kastély
- a Szt. Péter és Pál-plébániatemplom

## Fordítás
- Ez a szócikk részben vagy egészben  az   Unterstinkenbrunn című német Wikipédia-szócikk ezen változatának fordításán alapul.  Az eredeti cikk szerkesztőit annak laptörténete sorolja fel. Ez a jelzés csupán a megfogalmazás eredetét és a szerzői jogokat jelzi, nem szolgál a cikkben szereplő információk forrásmegjelöléseként.